# Герреро Марин, Франсиско
Франси́ско Герре́ро Мари́н (исп. . Francisco Guerrero Marín; 7 июля 1951, Линарес, Испания — 19 октября 1997, Мадрид, Испания) — испанский композитор. Одна из крупнейших фигур современной музыки Испании. Основной метод композиции Герреро основывался на принципе фрактальной геометрии Бенуа Мандельброта, что привело его к идеи создания фрактальной музыки, или музыки, базирующиеся на принципе фрактала.
Герреро был также известен своей преподавательской деятельностью. С начала 80-х годов он сыграл важную роль, воспитав несколько поколений испанских композиторов, которые на сегодняшний день являются известными фигурами не только испанской, но и мировой музыкальной сцены. Среди самых известных учеников его учеников можно назвать таких композиторов, как Альберто Посадас, Сесар Камареро, Давид дель Пуэрто, Хесус Руэда и Хесус Торрес.
Среди самых известных его композиций являются: Antar Atman (1980), Ariadna (1984), Sahara (1991), Oleada (1993) и Coma Berenices (1997), написанные для большого оркестра. Однако главным его опусом является цикл Zayin по заказу квартета Ардитти, над которым он работал с 1981 года и до конца жизни. В рамках этого цикла им было написано 5 пьес для струнного трио, 2 пьесы для струнного квартета и одна пьеса для скрипки соло.

## Избранные произведения
- Antar Atman для большого оркестра (1980)
- Ariadna для 10 скрипок, 5 альтов и 5 виолончелей (1984)
- Rhea для 12 саксофонов (1988)
- Sahara для большого оркестра (1991)
- Oleada для струнного оркестра (1993)
- Coma Berenices для большого оркестра (1996)
- Цикл пьес Zayin, написанный для струнных  инструментов (1983 – 1997)